# Apache Archiva
Apache-Archiva es un programa de código abierto para el manejo de repositorios desarrollado por Apache Software Foundation. Forma parte de los llamados "Proyectos Top Level" de la Fundación Apache.
Este software ofrece funciones para la mantención (proxying de repositorios remotos, seguridad de acceso, almacenamiento de artefactos, suministro, revisión, indexación, estadísticas de uso, escaneo) de repositorios, siendo capaz de interactuar con herramientas como Maven, Continuum y Continuum Ant, destinadas a producir una aplicación lista para usar. 
En partir de su versión 1.2 se agregaron la búsqueda por vía de XML-RPC y el soporte del formato de índice M2Eclipse, mientras que en su versión 1.3 se agregaron la restauración de metadatos y la carga (upload) a través de la interfaz de usuario.